# Tirana
Tirana (albánul: Tiranë / Tirana, görögül: Τίρανα, törökül: Tiran) Albánia fővárosa, egyben az azonos nevű Tirana kerület székhelye. Az ország legnépesebb városa, lakossága mintegy 502 734 fő (2021, becslés), amely az agglomerációban élőkkel együtt akár a 800 000 főt is elérheti. Az ország gazdasági, kulturális és politikai központja, egyetemi város. Iszlám kulturális központ medreszével; a bektási szúfik székhelye, továbbá katolikus és ortodox érseki székhely.

## Fekvése
Tirana Albánia központi részén, az Adriai-tengertől 35 kilométernyire, az 1613 méteres Dajti-hegy lábánál, a Lana és a Tirana folyók partján fekszik, 110 méteres átlagos tengerszint feletti magasságban. A fővárost délről és nyugatról ritkásan erdősült hegyek veszik körbe.

## Éghajlata
Tirana éghajlata nedves szubtrópusi(Köppen klímarendszere szerinti „Cfa klíma”), 16 °C-os évi átlaghőmérséklettel és 1200 milliméternyi éves csapadékkal. A nyár száraz és meleg, a tél enyhe.
| Hónap                         | Jan.  | Feb. | Már.  | Ápr. | Máj. | Jún. | Júl. | Aug. | Szep. | Okt. | Nov. | Dec. | Év    |
| ----------------------------- | ----- | ---- | ----- | ---- | ---- | ---- | ---- | ---- | ----- | ---- | ---- | ---- | ----- |
| Rekord max. hőmérséklet (°C)  | 21,0  | 24,0 | 27,0  | 28,0 | 31,0 | 36,0 | 42,0 | 40,0 | 40,0  | 36,0 | 28,0 | 22,0 | 42,0  |
| Átlagos max. hőmérséklet (°C) | 12,0  | 13,0 | 15,0  | 20,0 | 24,0 | 28,0 | 32,0 | 32,0 | 28,0  | 23,0 | 17,0 | 13,0 | 21,5  |
| Átlagos min. hőmérséklet (°C) | 2,0   | 3,0  | 5,0   | 9,0  | 13,0 | 16,0 | 18,0 | 18,0 | 15,0  | 12,0 | 8,0  | 4,0  | 10,3  |
| Rekord min. hőmérséklet (°C)  | −10,0 | −9,0 | −10,0 | −1,0 | 3,0  | 8,0  | 8,0  | 8,0  | 3,0   | 0,0  | −6,0 | −8,0 | −10,0 |
| Átl. csapadékmennyiség (mm)   | 143   | 132  | 115   | 104  | 103  | 68   | 42   | 46   | 78    | 114  | 172  | 148  | 1265  |
| Havi napsütéses órák száma    | 127   | 124  | 158   | 204  | 266  | 297  | 353  | 328  | 264   | 217  | 126  | 86   | 2550  |
| Forrás: Wetter.de:Tirana      |       |      |       |      |      |      |      |      |       |      |      |      |       |

## Története
A város területén az újkőkorszakból is találtak emberi megtelepedésre utaló nyomokat, de az ókorban a település különösebb jelentőséggel nem bírt. 520-ban I. Justinianus bizánci császár építtetett a Dajti-hegyen erősséget Tirkan néven, amely lassan az enyészeté lett. A környéken több vár épült a középkorban (Preza, Ndroq, Lalmi, Petrela), de Marin Barleti kortárs albán történetíró tanúsága szerint Tirana még a 15. század elején is csak jelentéktelen falu volt.
A település 1431–1432-ben került török hódoltság alá. A környék földesura, Sulejman Mulleti pasa 1614-ben vetette meg a városi lét alapjait: bazárt, mecsetet és török fürdőt építtetett a településen, és sikeres perzsiai hadjárata emlékére elnevezte Tehrannak (így Tirana etimológiailag rokon az iráni fővárossal). Minthogy fontos karavánutak metszésében feküdt, a 19. század elejéig gyorsan, de a történelem viharaitól háborítatlanul fejlődött a város. Kézműves-manufaktúrák tucatjai nyíltak, a városka híres volt kelmegyártó, bőrfeldolgozó, fazekas-, kovácsiparáról, ezüst- és aranyműveseiről. A 18–19. században Tehran a Toptani család birtokaihoz tartozott. A 18. században Ahmed Toptani pasa felújíttatta a Justinianus-féle erődítményt, a petrelai Molla bég pedig 1789-ben kezdett az Et’hem Bey-mecset építtetésébe, amelyet végül fia, Haxhi Et’hem bég fejezett be 1821-ben. A 19. század első felében Esat Toptani sanyargatta a városka lakóit, s egészen a 20. századig Tehran gazdasági fejlődése megrekedt.

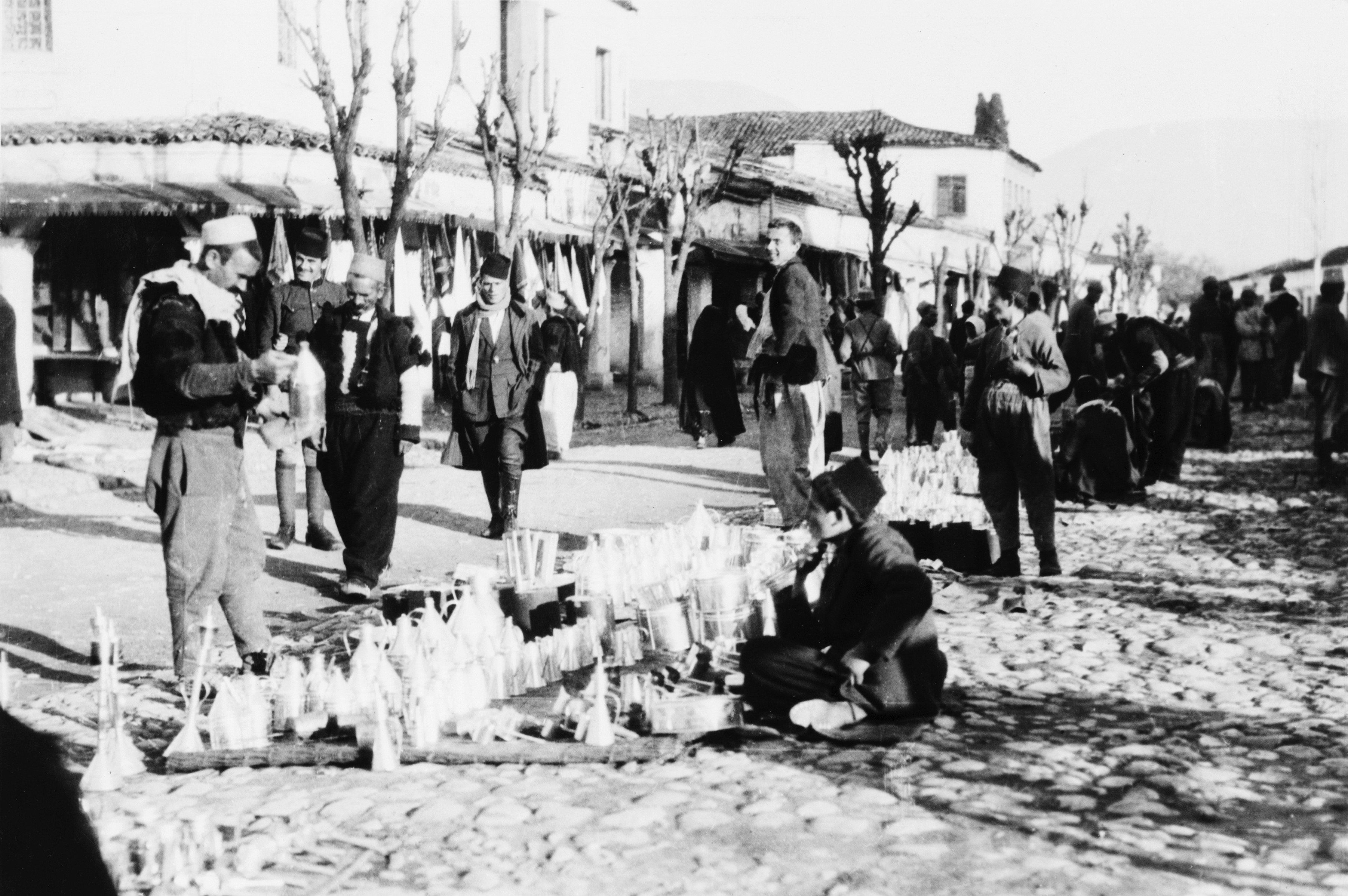
A tiranai bazár 1923-ban

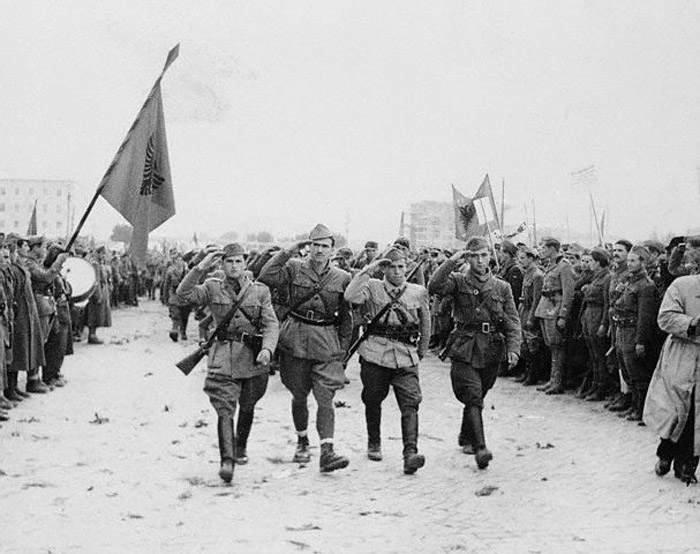
Partizánok bevonulása Tiranába 1944. november 20-án

1920. február 8-ai hatállyal a lushnjai kongresszus a központi fekvésű Tiranát jelölte ki az ország ideiglenes fővárosául, 1925. december 31-étől pedig az ország állandó fővárosa lett. A lakosság ennek köszönhetően jelentősen megnövekedett: 1910-ben 12 000-en éltek Tiranában, míg 1930-ra a lakosság száma 30 000, 1945-ben pedig 60 000 volt. A város első rendezési tervét 1923-ban Estef Frashëri készítette el, ennek következtében több régi, földszintes épületet leromboltak, s széles sugárutakat nyitottak a helyükön. A második világháborús olasz megszállás során Florestano de Fausto és Armando Brasini olasz építészek rajzolták át a város képét, a kormányzati negyed kialakítása, az egykori királyi palota (ma Brigádok Palotája), a Nemzeti Bank épülete és a városháza tervezése az ő nevükhöz fűződik. A II. világháború végóráiban, 1944. szeptember 15-étől az albán partizánok házról házra harcolva szorították ki Tiranából a megszálló németeket. A gyakorlatilag lerombolt város november 17-én szabadult fel.
Enver Hoxha a lushnjai döntést helybenhagyva Tiranát jelölte ki az ország fővárosául, s folytatta a település fejlesztését. A már előzőleg is jelentős élelmiszeripar mellé több üzemegységet telepített a városba, de számos oktatási és kulturális intézményt is ő hozott létre. Az 1950-es évek erőltetett iparosításának eredményeképp a korábban is számottevő népességnövekedés hatványozódott, 1960-ban már 137 000-en éltek az albán fővárosban.
A rendszerváltó tömegek 1991. február 20-án döntötték le a diktátor Enver Hoxha Szkander bég téri aranyozott szobrát, s a dinamikus népességszaporodás a rendszerváltást követően, az 1990-es évek elején megismétlődött, a jobb élet reményében az ország északi részéből érkező bevándorlók többszörösére duzzasztották Tirana lakosságát.
Lásd még: Tirana polgármestereinek listája

## Gazdaság

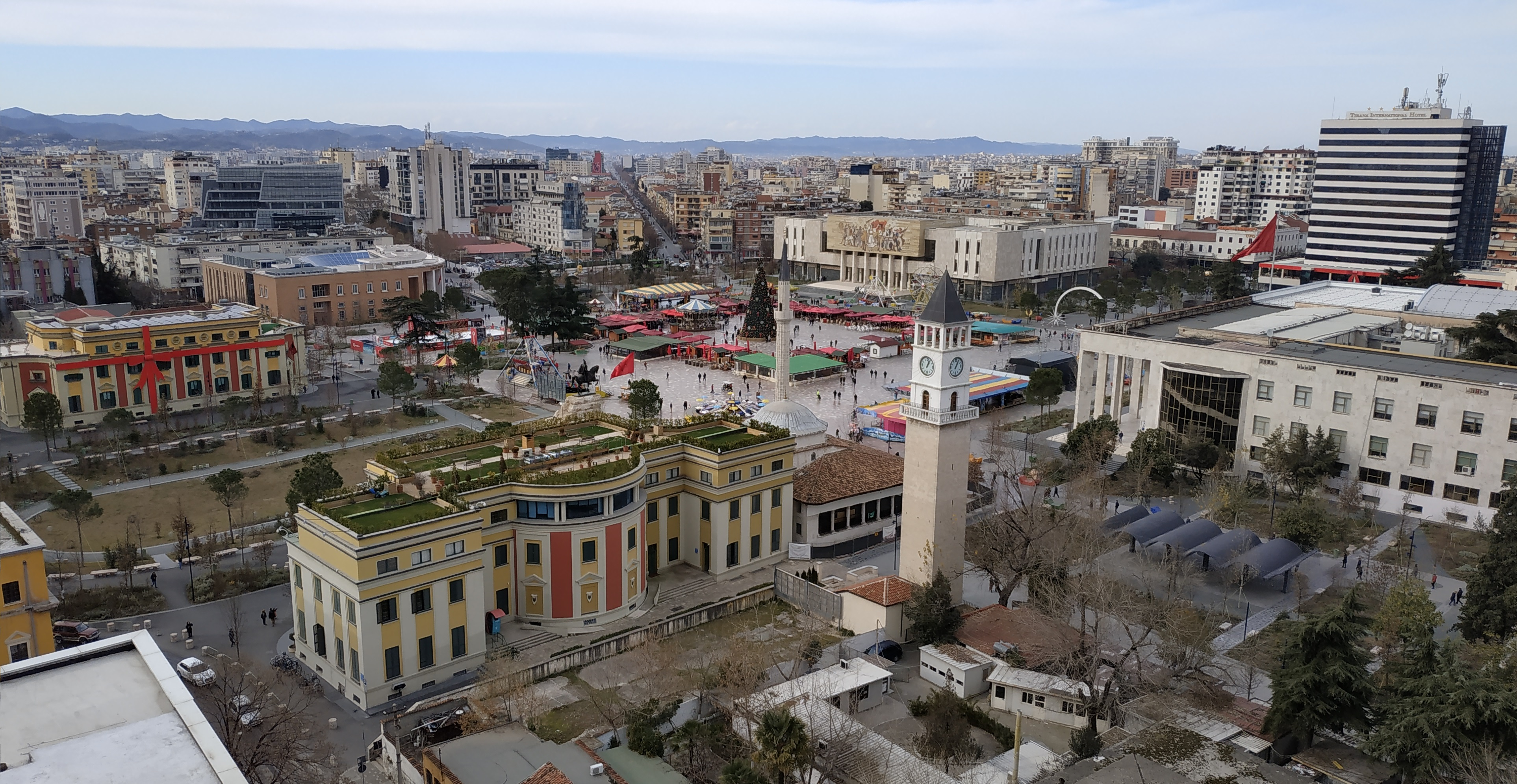
Városkép

Tirana az ország ipari központja és az ország gazdaságilag leggyorsabban növekvő régiója. A fő ágazatok közül a harmadlagos szektor a legfontosabb, amely a tiranai munkaerő zömét foglalkoztatja.
Jelentős a gép- és műszergyártás, az élelmiszer-, textil-, bőr-, gyógyszer-, üveg-, építő- és cementipar. A Tiranai-medence termékeny földjén főként olajfát és dohányt termesztenek. Az utóbbi időben a főváros kiemelt turisztikai fejlesztések helyszíne is lett, az épületek szépítése mellett számtalan hotel, étterem, kávézó nyílt.
Tirana napjainkban kénytelen szembenézni a túlnépesedés problémájával: a közművek elöregedtek, a víz- és áramellátás akadozik, és a főváros útjain futó napi 300 000-es autóáradat okán a légszennyezettségi adatok is riasztóak. Az Albániában kereskedelmi forgalomba kerülő üzemanyag kén- és ólomtartalma jóval magasabb az európaiénál, ugyanakkor az elmúlt évszázad városépítői nem gondoltak a zöldövezetekkel, s a Tirana melletti Szent Prokop park növényzete nem képes a szennyezett levegő megszűrésére. E gondok megoldása egyelőre várat magára, sőt, mindezek ellenére az építőipar konjunkturális helyzetben van Tiranában, a város peremén gombamód szaporodnak az új építésű városnegyedek.

## Közlekedés

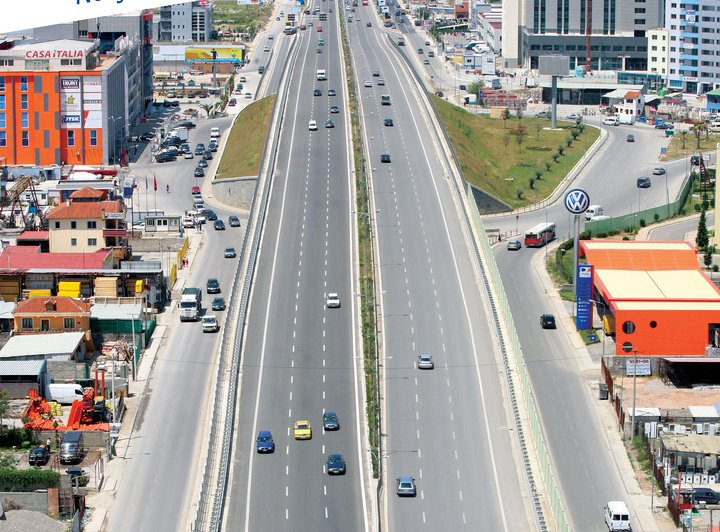
A Durrës felé vezető autópálya 2009-ben

A demokratikus fordulat óta sokat fejlődött a város közlekedése, belföldi és nemzetközi szinten egyaránt. 2000 óta autópálya köti össze a fővárost Durrësszal. 
A helyi tömegközlekedést buszok és iránytaxik oldják meg. Rendszeres buszjáratok közlekednek az ország valamennyi részébe, valamint Görögországba, Macedóniába és Kosovóba.
A vasúti közlekedés helyzete továbbra is mostoha: a fővárost csak Durrësszal, az északi Shkodrával és Elbasanon keresztül a délkeleti Pogradeccel köti össze a Hoxha-korszakból megörökölt vasútvonal.
A Tiranától 25 kilométernyire lévő rinasi repülőtérre (újabb nevén Teréz anya repülőtéren) a hazai Albanian Airlines és Ada Air mellett olasz, brit, osztrák, magyar, szlovén, szerb, görög, bolgár és török légitársaságok is szállítanak utasokat.

## Kultúra

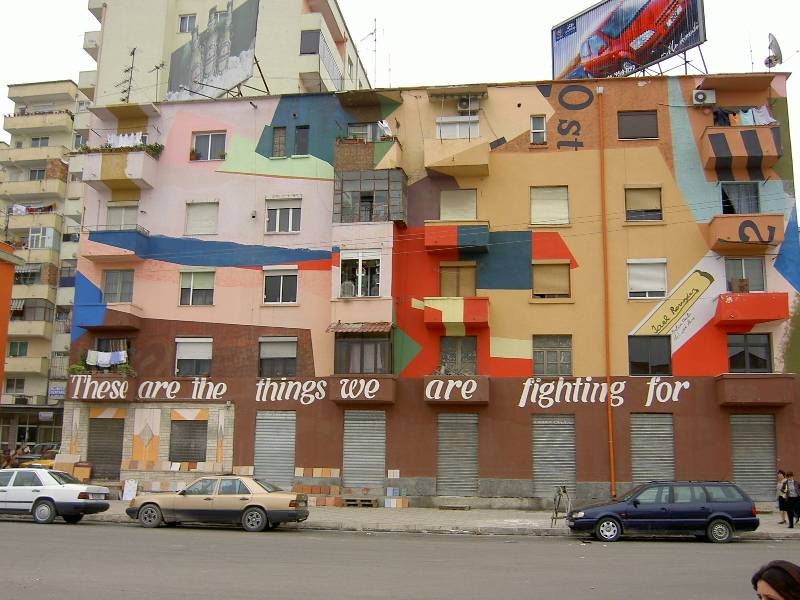
Edi Rama polgármester akciója: tarkára festett tiranai épület

Tirana hagyományosan muzulmán település, de 1920-as fővárossá válását követően más felekezetek tagjai is nagy számban telepedtek le. Tiranában számottevő cigány kisebbség él, többnyire a társadalom peremén: koldulásból, nemesfém- és alumíniumgyűjtésből igyekeznek fenntartani magukat.
A főváros ad otthont Albánia első, 1957-ben alapított felsőoktatási intézményének, a Tiranai Egyetemnek, de van a városban jogi és agrárképzés, képzőművészeti és katonai akadémia. 2002-ben megnyitotta kapuit az első (angol tanítási nyelvű) magánegyetem, a University of New York Tirana is. A város ad otthont az ország majd minden politikai-közigazgatási, tudomány- és kultúraszervező intézményének: itt van a Nemzetgyűlés, a Legfelsőbb Bíróság, az Albán Tudományos Akadémia (1972) és kutatóintézetei, a Nemzeti Könyvtár (1922), a nemzeti opera- és balett-társulatnak otthont adó Kultúra Palotája. Az 1988-ban Enver Hoxha Emlékmúzeumként átadott, piramisszerű épület ma a Nemzetközi Kulturális Központ székhelyéül szolgál. A főváros jelentősebb közgyűjteményei a Nemzeti Történeti Múzeum (1981), a Természettudományi Múzeum (1948), a Régészeti Múzeum (1948) és a 3200 albán és nemzetközi művet őrző Képzőművészeti Galéria. 2003 óta minden év novemberében megrendezik a Tiranai Nemzetközi Filmfesztivált. A város labdarúgócsapata az SK Tirana.
A város hangulata részben keleties, részben olaszos, de a leginkább mégis Enver Hoxha kommunista Albániája határozza meg a városképet. A 2000 óta a polgármesteri tisztséget betöltő Edi Rama sajátos akció keretében dobta fel a várost: a szlamosodó, lepusztult blokkokat élénk színűekre festette át.

### Vallás
2011-es statisztika alapján a lakosság közel 56%-a volt muszlim, 29%-a vallástalan vagy nem nyilatkozott e téren, kb. 6,4% ortodox, 5,4% katolikus és 3,4% bektási.

## Látnivalók

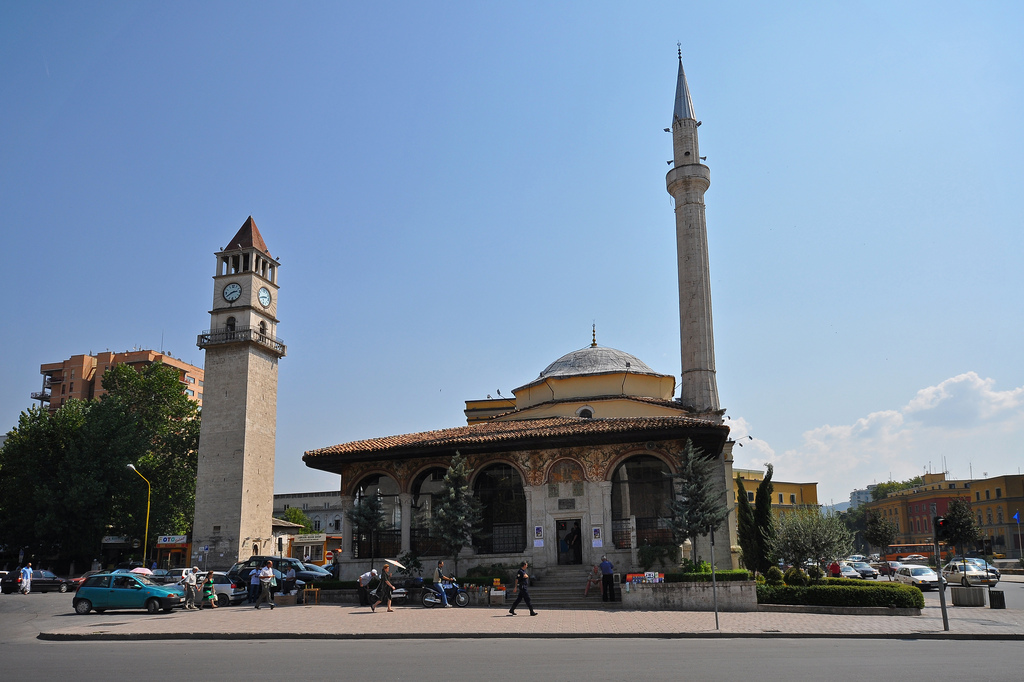
Az Et’hem Bey-mecset az Óratoronnyal

Tirana az építészeti stílusok keverékének ad otthont, amelyek tükrözik történelmének meghatározó korszakait. A város jelenlegi megjelenését jelentősen alakította két totalitárius rezsim; a második világháború alatt Benito Mussolini fasiszta rezsimje és az azt követő időszakban Enver Hoxha rezsimje. A 21. században Tirana modern várossá változott, nagy tömbházakkal, modern új épületekkel, új bevásárlóközpontokkal és sok zöld területtel.

### Szkander bég tér
A fiatal főváros legtöbb látnivalója a központi elhelyezkedésű Szkander bég tér (Sheshi Skënderbeu) köré csoportosul, gyalogosan is könnyűszerrel bejárható.
Az 1789–1821 között épült Et’hem Bey-mecset (Xhamia e Et’hem Beut) mellett érdemes megtekinteni a közeli, 1821–1830 között emelt Óratornyot (Kulla e Sahatit), az 1820-ban épült Kapllan pasa türbét, valamint a tér központi helyét elfoglaló Szkander bég lovas szobrot (Odhise Paskali munkája, 1968).
A teret emellett kormányzati épületek övezik, valamint a Nemzeti Könyvtár és a Nemzeti Történeti Múzeum 1981-ben készült szocialista-realista mozaikos homlokzatával.

### Belső városterület

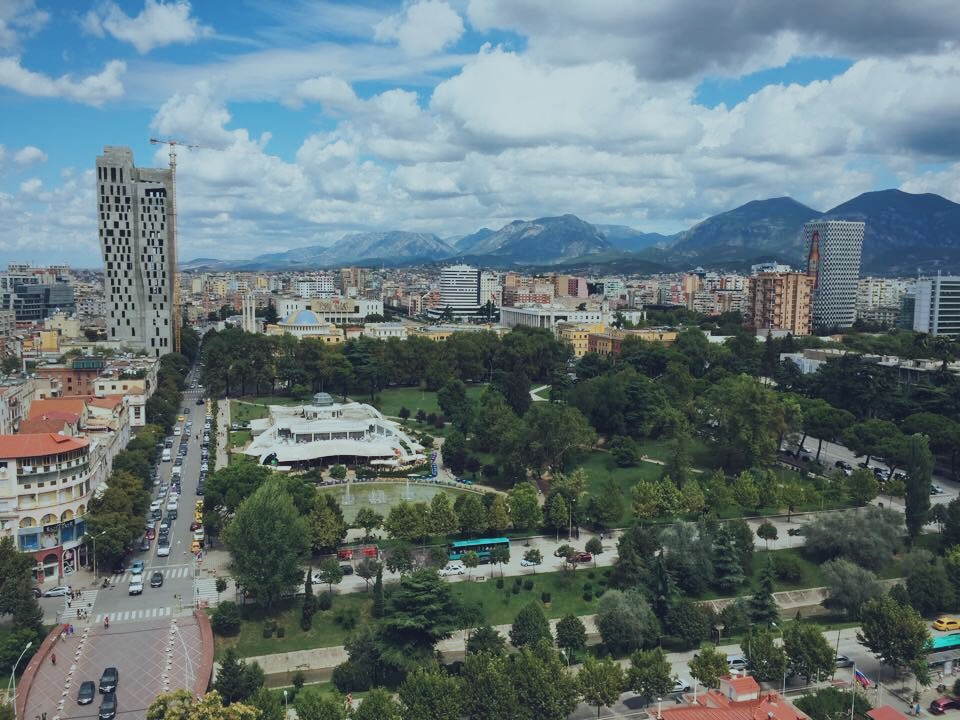
A Rinia Park és környéke; közepén balról a Taiwani Center

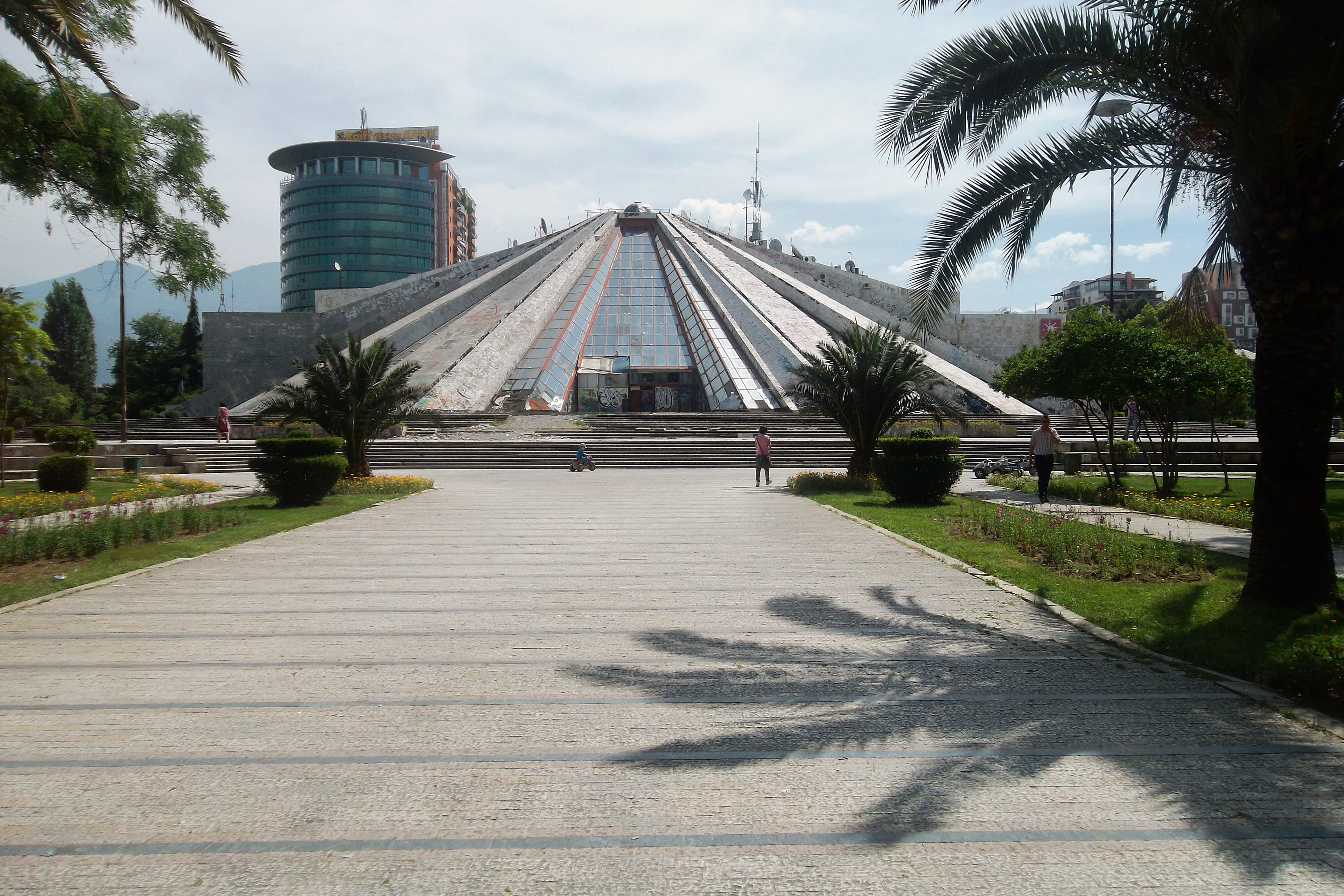
A tiranai piramis

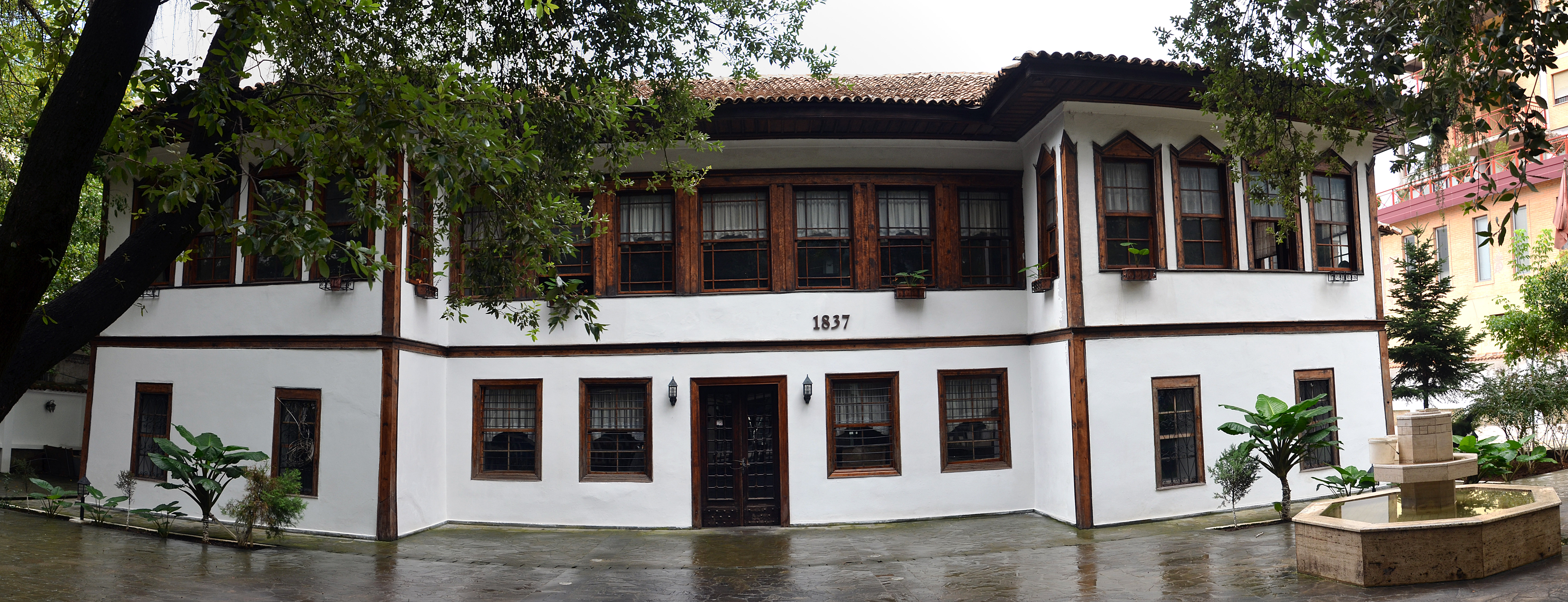
Adem Toptani háza a belvárosban. Az 1920-as években az amerikai követség otthona volt, ma lokali Sarajetnek hívják.

A központi elhelyezkedésű Rinia parkot (Parku Rinia) a kommunista rezsim alatt építették. A Taiwani Center a park fő építménye, ahol kávézók, étterem és az alagsorban egy bowlingpálya található.
A központ déli szélén található tiranai piramis (Piramida) 1988-ban Enver Hoxha Múzeum néven nyílt meg, Enver Hoxha örökségét bemutató múzeumként, majd a kommunizmus összeomlását követően 1991-ben konferenciaközponttá vált. Amikor megépítették, a piramis alakú építményt az ország legdrágább egyedi építményének tartották. Időnként "Enver Hoxha mauzóleumnak" is nevezték, bár soha nem ez volt a rendeltetése.
A város belső területén található az egykori vár csekély romja.
A központon kívül eső részeken megtekintésre ajánlható még a 18–19. századi kőhidacska, a Tímárok hídja.
A városközponttól nyugatra érdemes megnézni a római kori villa mozaikpadlós maradványát (→ tiranai mozaik).

### Múzeumok, galériák
Tirana, mint az ország egyik kulturális központja, számos múzeumnak ad otthont.
A Nemzeti Történeti Múzeum (Muzeu Historik Kombëtar) a Szkander bég téren található és a legreprezentatívabb városi múzeum.
A Bunk'art Múzeum két földalatti bunkert foglal magába, amelyet Enver Hoxha rendszere alatt építettek.
A Titkos Megfigyelés Múzeuma (Muzeu i Përgjimeve të Sigurimit të Shtetit) 2017-ben nyitott meg abban az épületben, amely a kommunista korszakban az állambiztonság központjaként szolgált.
1948-ban alapított, Teréz anya téren található Nemzeti Régészeti Múzeum (Muzeu Arkeologjik Kombëtar), kiállítása az őskortól az ókoron és a középkoron át a 20. századig terjed, áttekintést nyújtva az ország történelmi sokszínűségéről.
A Nemzeti Művészeti Galéria (Galeria Kombëtare e Arteve) a város legjelentősebb képzőművészeti múzeuma, ahol a régió egyik legnagyobb festménygyűjteménye található.

### Nagy Park
Tirana legfontosabb zöldterülete a város déli részén lévő Nagy Park (Parku i Madh i Tiranës). A parkban egy mesterséges tó, több játszótér és sportlétesítmény, valamint számos látnivaló található, például a Szent Prokopiusz-templom, az Elnöki palota, a Tiranai Botanikus Kert és a Tiranai Állatkert.

### Keresztény templomok
Tirana keresztény templomai közül említésre méltó az ortodox Szent Prokopiusz-templom (1780), valamint a Ferenc József építtette katolikus Szűz Mária-templom (1865). 2001-ben épült fel a római katolikus Szent Pál-főszékesegyház, Albánia legnagyobb temploma.

### A városon kívül
A várostól délkeletre, a szomszédos településen található Petrelë vára (Kalaja e Petrelës), amelynek története I. Iusztinianosz bizánci császár idejéig nyúlik vissza.

## Testvérvárosok és partnervárosok

### Testvérvárosok
- Ankara (Törökország)
- Szarajevó (Bosznia-Hercegovina)

### Partnervárosok
| - Zágráb (Horvátország) - Párizs (Franciaország) - Marseille (Franciaország) - Szaloniki (Görögország) - Bursa (Törökország) - Athén (Görögország) - Podgorica (Montenegró) | - Róma (Olaszország) - Firenze (Olaszország) - Torino (Olaszország) - Genova (Olaszország) - Cobourg (Kanada) - Peking (Kína) - Szöul (Dél-Korea) - Madrid (Spanyolország) - Barcelona (Spanyolország) - Zaragoza (Spanyolország) | - Szófia (Bulgária) - Bukarest (Románia) - Prága (Csehország) - Moszkva (Oroszország) - Brüsszel (Belgium) - Grand Rapids (Amerikai Egyesült Államok) - Stockholm (Svédország) - Kijev (Ukrajna) - Vilnius (Litvánia) |